# Luis Riera Posada (escultura)
L'escultura urbana coneguda pel nom Luis Riera Posada, ubicada a la plaça de l'església de San Juan el Real, a la ciutat d'Oviedo, Principat d'Astúries, Espanya, és una de les més d'un centenar que adornen els carrers de l'esmentada ciutat espanyola.
El paisatge urbà d'aquesta ciutat, es veu adornat per obres escultòriques, generalment monuments commemoratius dedicats a personatges d'especial rellevància en un primer moment, i més purament artístiques des de finals del segle xx.
L'escultura, feta de bronze, és obra de Manuel García Linares, i està datada 2008.
La idea d'erigir una estàtua homenatge al que va ser el primer alcalde de la democràcia d'Oviedo, exercint el càrrec de 1979 a 1983, Luis Riera Posada (1923 - 2007), va partir d'un grup d'amics i companys de Luis Riera, i es va sufragar a través d'una col·lecta popular.
L'estàtua està situada en el que va ser el lloc favorit de Luis Riera. Es presenta a l'alcalde assegut en un banc, en una postura que podria qualificar-se de característica d'aquest singular polític asturià. Al seu costat es mostren per costat una guia d'Oviedo i d'altre, un exemplar del diari d'Oviedo El Carbayón.